# 39e cérémonie des Los Angeles Film Critics Association Awards
La 39e cérémonie des Los Angeles Film Critics Association Awards (LAFCA Awards), décernés par la Los Angeles Film Critics Association, a eu lieu le 8 décembre 2013, et a récompensé les films réalisés dans l'année,.

## Palmarès

### Meilleur film
(ex æquo)
- Gravity
- Her

### Meilleur réalisateur
- Alfonso Cuarón pour Gravity
  - Spike Jonze pour Her

### Meilleur acteur
- Bruce Dern pour le rôle de Woody Grant dans Nebraska
  - Chiwetel Ejiofor pour le rôle de Solomon Northup dans Twelve Years a Slave

### Meilleure actrice
(ex æquo)
- Cate Blanchett pour le rôle de Jasmine dans Blue Jasmine
- Adèle Exarchopoulos pour le rôle d'Adèle dans La Vie d'Adèle

### Meilleur acteur dans un second rôle
(ex æquo)
- James Franco pour le rôle de « Alien » dans Spring Breakers
- Jared Leto pour le rôle de Rayon dans Dallas Buyers Club

### Meilleure actrice dans un second rôle
- Lupita Nyong'o pour le rôle de Patsey dans Twelve Years a Slave
  - June Squibb pour le rôle de Kate Grant dans Nebraska

### Meilleur scénario
- Before Midnight – Richard Linklater, Julie Delpy et Ethan Hawke
  - Her – Spike Jonze

### Meilleure direction artistique
- Her – K. K. Barrett
  - Inside Llewyn Davis – Jess Gonchor (en)

### Meilleure photographie
- Gravity – Emmanuel Lubezki
  - Inside Llewyn Davis – Bruno Delbonnel

### Meilleur montage
- Gravity – Alfonso Cuarón et Mark Sanger
  - Upstream Color – Shane Carruth et David Lowery

### Meilleure musique de film
- Inside Llewyn Davis  – T Bone Burnett
  - Her – Arcade Fire et Owen Pallett

### Meilleur film en langue étrangère
- La Vie d'Adèle  France
  - La grande bellezza  Italie

### Meilleur film d'animation
- Ernest et Célestine
  - Le vent se lève (風立ちぬ, Kaze tachinu)

### Meilleur film documentaire
- Stories We Tell
  - The Act of Killing

### New Generation Award
- Megan Ellison

### Legacy of Cinema Award
- Criterion Collection

### Douglas Edwards Experimental/Independent Film/Video Award
- Charlotte Pryce – Cabinets Of Wonder: Films and a Performance by Charlotte Pryce

### Special Citation
- L'équipe créative de Twelve Years a Slave